# Konopki-Białystok
Konopki-Białystok est un village polonais de la gmina de Grabowo, dans le powiat de Kolno, voïvodie de Podlachie, au nord-est du pays.
Il est situé à environ 13 km à l'est de Kolno et à 79 km au nord-ouest de la capitale régionale Białystok.
Sa population s'élève à environ 190 habitants.